# Simulium tergospinosum
Simulium tergospinosum är en tvåvingeart som beskrevs av Neusa Hamada 2000. Simulium tergospinosum ingår i släktet Simulium och familjen knott. Inga underarter finns listade i Catalogue of Life.